# Jan Westdorp
Jan Westdorp ('s-Heerenhoek, 6 september 1934 – IJzendijke, 20 november 2023) was een Nederlands wielrenner. 
Westdorp reed in 1961 de Ronde van Frankrijk waar hij beslag legde op de 66e plaats in het eindklassement. Een jaar later behaalde hij een 33e plaats in de Ronde van Spanje. Hij overleed maandag 20 november 2023 op 89-jarige leeftijd. 

## Palmares
1955
2e etappe deel a Flèche du Sud
3e etappe deel a Flèche du Sud
1956
Zele
1957
's-Heerenhoek

## Resultaten in voornaamste wedstrijden
| Jaar | Ronde van Italië | Ronde van Frankrijk | Ronde van Spanje |
| ---- | ---------------- | ------------------- | ---------------- |
| 1957 |                  |                     |                  |
| 1961 |                  | 66e                 |                  |
| 1962 |                  |                     | 33e              |

| Jaar | Gent-Wevelgem |
| ---- | ------------- |
| 1957 | 97e           |
| 1961 |               |
| 1962 |               |